# Ross, Northumberland
Ross är en ort i civil parish Middleton, i grevskapet Northumberland i England. Orten är belägen 17 km från Wooler. Ross var en civil parish 1866–1955 när det uppgick i Middleton. Civil parish hade 31 invånare år 1951.